# 의 (불교)
의(疑,
산스크리트어: vicikitsa,
vicikitsā,
팔리어: vicikicchā,
영어: doubt,
indecision,
skepticism,
indecisive wavering)는 다음의 분류, 그룹 또는 체계의 한 요소이다. 의심(疑心) 또는 의혹(疑惑)이라고 번역되기도 한다.
- 고타마 붓다가 설한 5개(五蓋) 중의 의개(疑蓋)에 해당한다.[5][6][7][8][9]
- 초기불교 · 부파불교 · 대승불교의 9결(九結) 가운데 의결(疑結)에 해당한다.[10]
- 부파불교의 설일체유부의 교학에서 6가지 근본번뇌(根本煩惱), 즉 6수면(六隨眠) 중의 하나이다.[11][12][13][14]
- 부파불교의 설일체유부의 5위 75법에서 심소법(心所法: 46가지) 중 부정지법(不定地法: 8가지) 가운데 하나이다.[15][16][17]
- 대승불교의 유식유가행파와 법상종의 교학에서 6가지 근본번뇌(根本煩惱) 중의 하나이다.[11][18][19]
- 대승불교의 유식유가행파와 법상종의 5위 100법에서 심소법(心所法: 51가지)의 번뇌심소(煩惱心所: 6가지) 가운데 하나이다.[18][19][20]

부파불교의 설일체유부의 교학에 따르면,
의(疑)는 4성제의 진리성을 의심하게 하는 마음작용이다.
부파불교의 설일체유부의 논서 《아비달마품류족론》 제3권에 따르면,
의(疑)는 진리[諦]에 대해 유예(猶豫: 결정을 미룸, 망설임)하는 마음작용이다.
대승불교의 유식유가행파의 논서인 《성유식론》 제6권에 따르면,
의(疑)는 마음(8식, 즉 심왕, 즉 심법)으로 하여금 모든 진리[諦]와 논리[理], 특히 4성제에 대해 유예(猶豫: 결정을 미룸, 망설임)하게 하는 것을 본질적 성질[性]로 하는 마음작용이다. 그리고, 의(疑)의 마음작용은 이러한 본질적 성질을 바탕으로 마음이 불의(不疑: 유예하지 않음, 결정함, 의심하지 않음)의 마음작용과 상응하는 것을 장애하는 것을 그 본질적 작용[業]으로 한다. 즉, 마음(8식, 즉 심왕, 즉 심법)이 의(疑)의 마음작용과 상응할 경우, 선(善: 좋은 과보를 가져오는 법)에 나아가는 결정을 미루게 되므로 결국 선(善)을 일으키지 못하게 된다.

## 같이 보기
- 3도: 견도 · 수도 · 무학도
  - 견도: 16심 · 고법지인
  - 무학도: 34심
  - 성문 수행계위: 4향4과 - 10결(= 5하분결 + 5상분결)
  - 보살 수행계위: 52위
- 현관: 4제현관 · 6현관
- 유루와 무루
- 번뇌의 해석
- 번뇌의 다른 이름
  - 개 · 결 · 계 · 구 · 구애 · 궤 · 근 · 뇌 · 누 · 박 · 상해 · 소 · 소유 · 소해 · 수면 · 수번뇌 · 악행 · 액 · 열 · 유쟁 · 쟁 · 전 · 전 · 조림 · 주올 · 취 · 치연 · 폭류 · 화
- 번뇌의 작용
- 번뇌의 분류
  - 3루
  - 4액
  - 4취
  - 4폭류
  - 5부: 견고소단 · 견집소단 · 견멸소단 · 견도소단 · 수도소단 = 견소단 + 수소단
  - 5주지번뇌
  - 견혹 + 수혹 = 견소단 + 수소단 = 미리혹 + 미사혹 = 분별기 + 구생기
  - 근본번뇌 + 수번뇌
  - 번뇌장 + 소지장
- 번뇌 = 근본번뇌 + 수번뇌
  - 근본번뇌 = 수면
    - 3근본번뇌: 탐 · 진 · 치
    - 6수면: 탐 · 진 · 만 · 무명 · 견 · 의
    - 7수면: 욕탐 · 진 · 유탐 · 만 · 무명 · 견 · 의
    - 10수면: 탐 · 진 · 만 · 무명 · 유신견 · 변집견 · 사견 · 견취 · 계금취 · 의
    - 12수면: 욕탐 · 진 · 색탐 · 무색탐 · 만 · 무명 · 유신견 · 변집견 · 사견 · 견취 · 계금취 · 의
    - 98근본번뇌(설일체유부)
      - 견혹 = 견소단 = 미리혹 = 분별기: 설일체유부의 88근본번뇌
      - 수혹 = 수소단 = 미사혹 = 구생기: 설일체유부의 10근본번뇌

    - 128근본번뇌(유식유가행파)
      - 견혹 = 견소단 = 미리혹 = 분별기: 유식유가행파의 112근본번뇌
      - 수혹 = 수소단 = 미사혹 = 구생기: 유식유가행파의 16근본번뇌

  - 수번뇌 = 전
    - 8전 · 10전 · 6번뇌구
    - 19수번뇌(설일체유부)
      - 소번뇌지법의 10가지 모두: 분 · 부 · 간 · 질 · 뇌 · 해 · 한 · 첨 · 광 · 교
      - 대불선지법의 2가지 모두: 무참 · 무괴
      - 대번뇌지법의 6가지 가운데 5가지: 방일 · 해태 · 불신 · 혼침 · 도거
      - 부정지법의 8가지 가운데 2가지: 수면 · 악작

    - 20수번뇌(유식유가행파)
      - 소수번뇌심소의 10가지 모두: 분 · 한 · 부 · 뇌 · 질 · 간 · 광 · 첨 · 해 · 교
      - 중수번뇌심소의 2가지 모두: 무참 · 무괴
      - 대수번뇌심소의 8가지 모두: 도거 · 혼침 · 불신 · 해태 · 방일 · 실념 · 산란 · 부정지
- 번뇌 = 잡염 = 유부무기 + 불선
  - 유부무기
    - 욕계의 번뇌의 일부 · 색계의 번뇌 · 무색계의 번뇌
    - 4근본번뇌(말나식의 4번뇌: 아치 · 아견 · 아만 · 아애)

  - 불선 · 악
    - 욕계의 번뇌의 대다수
    - 불선근
    - 5악 · 10악
- 번뇌 = 108번뇌 = 98수면 + 10전
- 번뇌 = 개: 5개
- 번뇌 = 결: 2결 · 3결 · 4결 · 5결 · 9결 · 10결(= 5하분결 + 5상분결) · 98결 · 108결
- 번뇌 = 구애: 3구애 · 5구애
- 번뇌 = 뇌: 3뇌
- 번뇌 = 누: 3루
- 번뇌 = 박: 3박 · 4박
- 번뇌 = 사: 7사 · 10사 · 98사 · 128사
- 번뇌 = 악행: 3악행
- 번뇌 = 취: 2취 · 4취

## 참고 문헌
- 곽철환 (2003). 《시공 불교사전》. 시공사 / 네이버 지식백과. |title=에 외부 링크가 있음 (도움말)
- 미륵 지음, 현장 한역, 강명희 번역 (K.614, T.1579). 《유가사지론》. 한글대장경 검색시스템 - 전자불전연구소 / 동국역경원. K.570(15-465), T.1579(30-279). |title=에 외부 링크가 있음 (도움말)
- 세친 지음, 현장 한역, 권오민 번역 (K.955, T.1558). 《아비달마구사론》. 한글대장경 검색시스템 - 전자불전연구소 / 동국역경원. K.955(27-453), T.1558(29-1). |title=에 외부 링크가 있음 (도움말)
- 호법 등 지음, 현장 한역, 김묘주 번역 (K.614, T.1585). 《성유식론》. 한글대장경 검색시스템 - 전자불전연구소 / 동국역경원. K.614(17-510), T.1585(31-1). |title=에 외부 링크가 있음 (도움말)
- 세친 지음, 현장 한역, 송성수 번역 (K.618, T.1612). 《대승오온론》. 한글대장경 검색시스템 - 전자불전연구소 / 동국역경원. K.618(17-637), T.1612(31-848). |title=에 외부 링크가 있음 (도움말)
- 운허.  동국역경원 편집, 편집. 《불교 사전》. |title=에 외부 링크가 있음 (도움말)
- (영어) DDB. 《Digital Dictionary of Buddhism (電子佛教辭典)》. Edited by A. Charles Muller. |title=에 외부 링크가 있음 (도움말)
- (중국어) 미륵 조, 현장 한역 (T.1579). 《유가사지론(瑜伽師地論)》. 대정신수대장경. T30, No. 1579. CBETA. |title=에 외부 링크가 있음 (도움말)
- (중국어) 佛門網. 《佛學辭典(불학사전)》. |title=에 외부 링크가 있음 (도움말)
- (중국어) 星雲. 《佛光大辭典(불광대사전)》 3판. |title=에 외부 링크가 있음 (도움말)
- (중국어) 세친 조, 현장 한역 (T.1612). 《대승오온론(大乘五蘊論)》. 대정신수대장경. T31, No. 1612, CBETA. |title=에 외부 링크가 있음 (도움말)
- (중국어) 세친 조, 현장 한역 (T.1558). 《아비달마구사론(阿毘達磨俱舍論)》. 대정신수대장경. T29, No. 1558, CBETA. |title=에 외부 링크가 있음 (도움말)
- (중국어) 호법 등 지음, 현장 한역 (T.1585). 《성유식론(成唯識論)》. 대정신수대장경. T31, No. 1585, CBETA. |title=에 외부 링크가 있음 (도움말)